# Romina, VTM
Romina, VTM este un film românesc de comedie romantică din 2023 regizat de Paul-Răzvan Macovei după un scenariu de Radu Alexandru. Rolurile principale au fost interpretate de Nicole Cherry, Rareș Mariș, Bogdan de la Ploiești. În săptămâna premierei (2-8 ianuarie 2023), filmul a avut încasări de peste 6,5 milioane de lei.

## Distribuție
- Nicole Cherry - Romina
- Rareș Mariș - Valentino
- Bogdan de la Ploiești - Gino
- Costi Max - Văru (Mihai)
- Ana Maria Guran - Dana
- Cesima - Narcisa
- YNY Sebi - Sebi
- Cristina Pucean - Pamela
- Matei Dima - Vânzător de porumb
- Tzancă Uraganu - Tzancă Uraganu
- Costel Biju - Bobby